# District de Tiszakécske
Le district de Tiszakécske (en hongrois : Tiszakécskei járás) est un des 11 districts du comitat de Bács-Kiskun en Hongrie. Créé en 2013, il rassemble 6 localités dont une ville, Tiszakécske, le chef-lieu du district.

## Localités
| Nom         | Statut         | Superficie (km²) | Population (2013) |
| ----------- | -------------- | ---------------- | ----------------- |
| Tiszakécske | Ville          | 133,27           | 11 553            |
| Lakitelek   | Grande-commune | 54,66            | 4 466             |
| Tiszaalpár  | Grande-commune | 91,13            | 4 926             |
| Szentkirály | Commune        | 101,89           | 1 921             |
| Tiszaug     | Commune        | 25,04            | 925               |